# Zalavár
Zalavár è un comune dell'Ungheria di 959 abitanti (dati 2001). È situato nella contea di Zala.